# Carlos Joaquín González
Carlos Manuel Joaquín González (Mérida, Yucatán; 6 de enero de 1965) es un contador público y político mexicano. Fue gobernador de Quintana Roo desde el 25 de septiembre de 2016 hasta el 24 de septiembre de 2022, siendo el primero ajeno al Partido Revolucionario Institucional (PRI) o sus partidos antecesores desde 1935. Es el actual embajador de México en Canadá desde el 5 de enero de 2023, nominado por Andrés Manuel López Obrador.
Es hijo del empresario turístico y político Nassim Joaquín Ibarra. En 2002 empezó a militar en el PRI. Durante su militancia en dicho partido ocupó diversos cargos como presidente municipal de Solidaridad del 2005 al 2008, diputado federal en la LXI Legislatura por el Distrito Electoral 3 de Quintana Roo y subsecretario de Innovación y Desarrollo Turístico de la Secretaría de Turismo durante la presidencia de Enrique Peña Nieto del 2012 al 2016.
A principios de 2016 renunció al PRI y se unió al Partido de la Revolución Democrática. Fue postulado para gobernador en las elecciones estatales de 2016 en coalición con el Partido Acción Nacional, en las que ganó con el 45.6 % de los votos.

## Formación y vida familiar
De forma paralela a sus estudios profesionales, adquirió experiencia como supervisor de auditoría en Hidrogenadora Yucateca, SA de CV. Luego fungió como gerente de operaciones en Aerovías del Caribe, una aerolínea regional que operaba en el sureste, de 1988 a 1990. En los siguientes diez años fue gerente de operaciones de Portatel del Sureste, empresa de telefonía celular en la región. En 1991 contrajo matrimonio con Gabriela Rejón de la Guerra. Es medio hermano del ex-Secretario de Energía de México Pedro Joaquín Coldwell.

## Carrera política
Su carrera política inició propiamente en el 2002, cuando fue invitado por Gabriel Mendicuti (PRI), entonces presidente municipal de Solidaridad, para integrarse como tesorero en su administración, de 2002 a 2005. Ha tenido puestos públicos durante 14 años en el PRI. 

### Presidente municipal de Solidaridad
En 2005 fue seleccionado por su partido para contender por la presidencia municipal de Solidaridad. Este cargo lo desempeñó de 2005 a 2008.  

### Secretario de Turismo de Quintana Roo
Al concluir su periodo como presidente municipal, en 2008, trabajó con el entonces gobernador Félix González Canto en el gobierno del estado de Quintana Roo como secretario de turismo. 

### Diputado Federal
Al año siguiente participó y fue elegido diputado federal por el Tercer Distrito Electoral con sede en Cancún. Y electo presidente de la Comisión de Turismo de la Cámara de Diputados.  

### Subsecretario de Innovación y Desarrollo Turístico
Al tomar posesión de su cargo en diciembre de 2012, Peña Nieto designó a Carlos Joaquín como subsecretario de operación turística en la Secretaría de Turismo, apoyando el trabajo de la entonces titular de la dependencia, Claudia Ruiz Massieu. A partir del 30 de diciembre de 2013 y a raíz de la reestructura de la Secretaría de Turismo, fungió como subsecretario de innovación y desarrollo turístico, cargo al que renunció el 12 de enero de 2016.

### Candidato del PAN - PRD a la gubernatura de Quintana Roo 2016
Tras no lograr por segunda ocasión consecutiva sus aspiraciones de ser candidato del PRI a gobernador de Quintana Roo, el 8 de febrero de 2016 renuncia públicamente mediante un comunicado al CEN del PRI a su militancia a dicho partido. Posteriormente fue postulado por la coalición Quintana Roo UNE (Una Nueva Esperanza) conformado por el PAN-PRD, siendo electo ganador frente a Mauricio Góngora Escalante del PRI-PVEM-Nueva Alianza, tras 42 años de historia al PRI en ese estado.[cita requerida]